# Force aérienne abkhaze
La force aérienne abkhaze est une petite force aérienne, qui fait partie des forces armées abkhazes, opérant depuis l'Abkhazie.

## Historique
Peu de détails sont disponibles sur sa création, mais elle serait établie par Viyacheslav Eshba sur la base de plusieurs avions d'entraînement Yak-52 armés de mitrailleuses. Sa première mission de combat est menée le 27 août 1992, elle est désormais célébrée en Abkhazie sous le nom de "Journée de l'aviation". La force aérienne abkhaze affirme avoir effectué 400 vols opérationnels pendant la guerre abkhaze-géorgienne de 1992-1993. Les pertes au combat abkhazes pendant la guerre civile sont incertaines, mais incluent un Yak-52 en mission de reconnaissance près de Soukhoumi le 4 juillet 1993.
À l'automne 2001, l'armée de l'air abkhaze compte 250 personnes, 1 Su-25, 2 L-39, 1 Yak-52 et 2 Mi-8. La présentation de trois L-39 lors d'un défilé en 2004 suggère une possible acquisition récente. En février 2007, un site Web russe rapporte que l'Abkhazie dispose de 2 chasseurs Su-27, 1 Yak-52, 2 avions d'attaque Su-25, 2 appareils d'entraînement L-39, 1 appareil de transport léger An-2, 7 hélicoptères Mi-8 et 3 Mi -24. Cependant, une source abkhaze non datée de 2007 donne l'inventaire suivant de l'armée de l'air abkhaze: 16 MiG-21, 46 Su-25, 2 L-39, 1 Yak-52 et 2 Mi-8. En mars 2008, un site Internet sur l'aviation militaire reprend cet inventaire mais y ajoute 9 hélicoptères d'attaque Mi-24/35. En 2021, le président Aslan Bjania annonce son intention de moderniser la force aérienne.

## Équipement
Il est difficile de fournir avec précision un décompte des types, quantités et dates de service exacts des aéronefs servant dans la force aérienne abkhaze en raison d'un certain nombre de facteurs, notamment le statut contesté de l'Abkhazie, le manque d'informations officielles disponibles, les multiples conflits au cours de son existence, et l'implication régulière d'avions et de pilotes russes dans les conflits et la région. En général, la force aérienne s'appuie sur des avions hérités des anciennes forces soviétiques basées en Abkhazie avec un éventuel renforcement ces dernières années par la Russie avec des avions d'occasion. Aucun contrat traditionnel d'achat d'avions par l'Abkhazie n'est signalé.

### Appareils

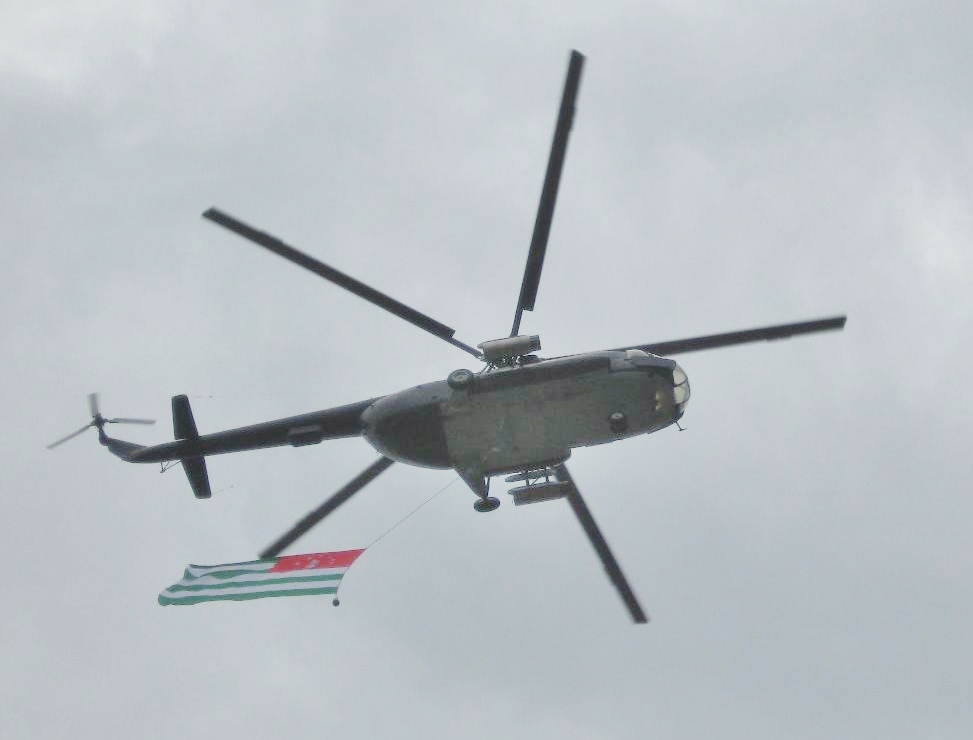
Hélicoptère Mi-8 avec le drapeau abkhaze.

| Appareil           | Origine            | Type                                    | En service         | Observations                                            |
| Appareil de combat | Appareil de combat | Appareil de combat                      | Appareil de combat | Appareil de combat                                      |
| ------------------ | ------------------ | --------------------------------------- | ------------------ | ------------------------------------------------------- |
| Aero L-39          | Tchécoslovaquie    | Appareil léger d'attaque / Entraînement | 5,                 |                                                         |
| Su-27              | Russie             | Combat                                  | 6,                 |                                                         |
| Su-25              | Russie             | Attaque                                 | 8                  |                                                         |
| Transport          |                    |                                         |                    |                                                         |
| An-2               | Union soviétique   | Transport                               | 2,                 |                                                         |
| Hélicoptère        |                    |                                         |                    |                                                         |
| Mil Mi-24          | Union soviétique   | Attaque                                 | 17                 |                                                         |
| Mil Mi-8           | Union soviétique   | Manœuvre                                | 4                  |                                                         |
| Mil Mi-2           | Pologne            | Manœuvre                                | 2                  | Opéré par le ministère abkhaze des situations d'urgence |
| Mil Mi-35          | Russie             | Attaque                                 | 3                  |                                                         |
| Entraînement       |                    |                                         |                    |                                                         |
| Yakovlev Yak-52    | Union soviétique   | Entraînement                            | 1,                 |                                                         |